# Giovanni Carlone

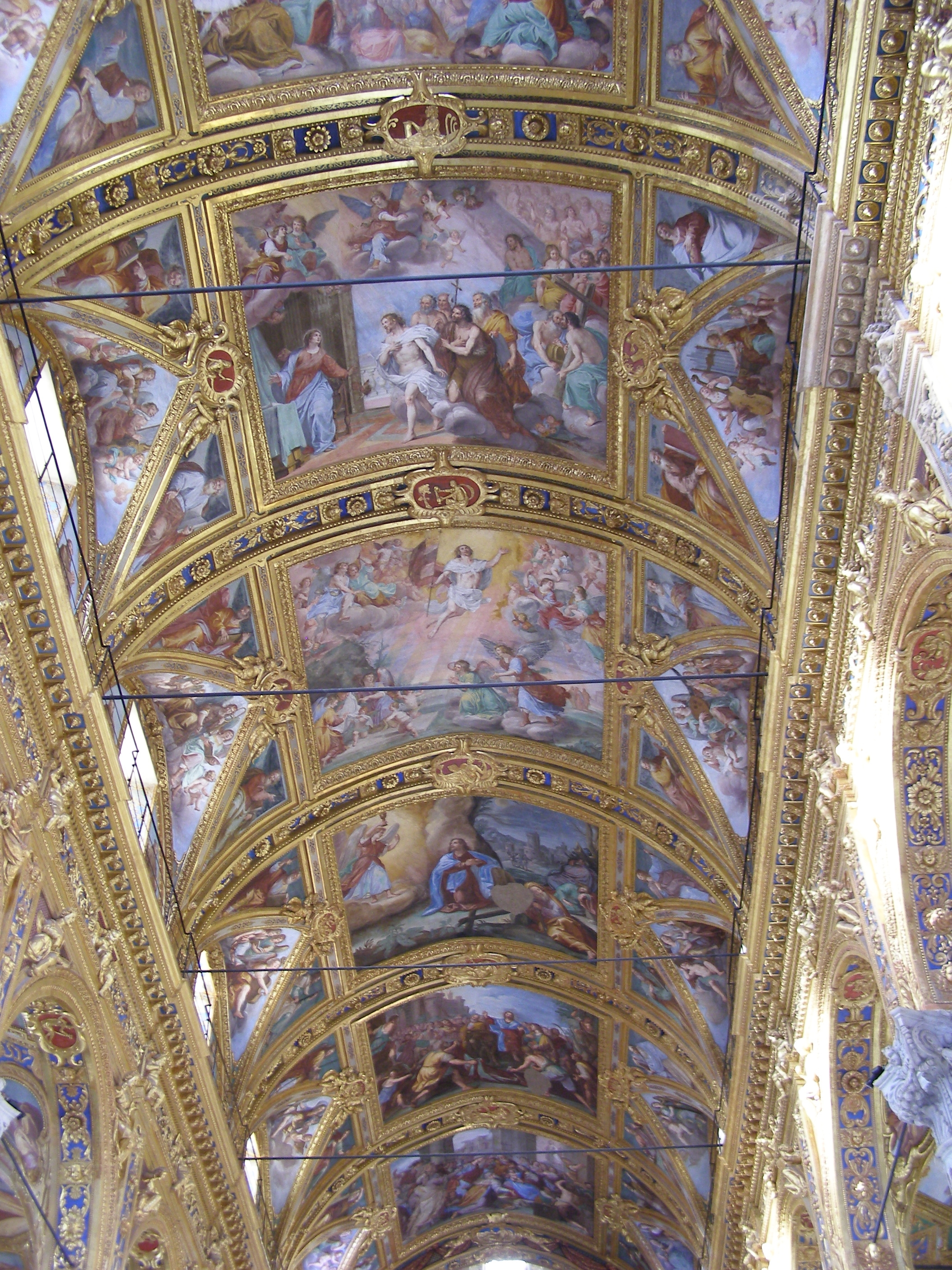
Plafondschildering, Santissima Annunziata, Genua

Giovanni Carlone of Giovanni Andrea Carlone (Genua, 1584 – Milaan, 1630), ook Giovanni de Genuees genoemd, was een Italiaanse kunstschilder uit de barok periode.

## Biografie
Giovanni Andrea was de zoon van Taddeo Carlone, een beeldhouwer die afkomstig was uit Rovio in het Zwitserse kanton Ticino, en van Geronima Serra. Hij was een van de leden van de Carlone, de grote familie van Lombardische kunstenaars, afkomstig uit Rovio, die zich in het midden van de zestiende eeuw in Genua gevestigd hadden. Hij had een jongere broer Giovanni Battista die in 1603 geboren werd.

## Opleiding

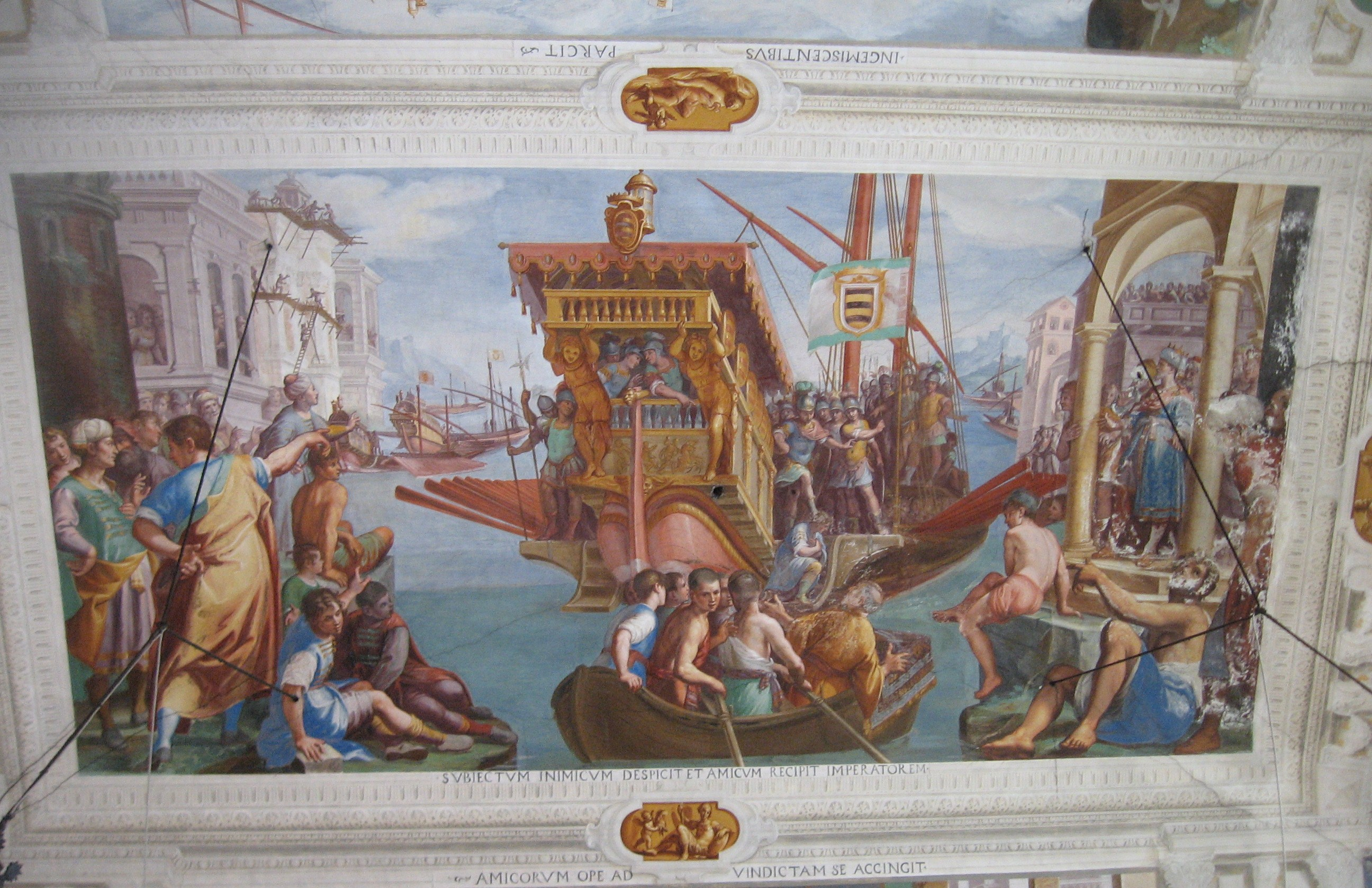
Fresco’s in de villa Spinola van San Pietro, Sanpierdarena

Zijn eerste opleiding kreeg Giovanni waarschijnlijk bij zijn vader, maar daarna studeerde hij bij Pietro Sorri toen die tussen 1595 en 1597 tijdelijk in Siena verbleef en bij Bernardo Castello in Genua. Hij trad in het huwelijk met diens dochter Ersilia in 1609. Giovanni studeerde ook nog in Rome, waar hij gedocumenteerd werd in 1616 en daarna nog in Florence bij Domenico Passignano waar hij het frescoschilderen bestudeerde. Van Florence  keerde hij terug naar Genua waar hij een poos in de kring van Domenico Fiasella werkte.

## Werken
Giovanni begon met het frescoschilderen in 1610 en maakte verschillende werken in onder meer de parochiekerk van Albissola Marina, de parochiekerk van Turijn, in de San Ilario van Nervi (voormalig dorpje in de buurt van Portofino) en in de San Giuseppe in Genua. Uit deze jaren 1620 dateren ook de fresco’s in de Chiesa del Gesù op de gewelven van de middenbeuk, van het priesterkoor en van het transept.
Op het einde van de jaren 1620 was hij in opdracht van Giacomo Lomellini, de doge van Genua, begonnen aan het werk in de Annunziata del Guastato. Hij schilderde er de gewelven van het middenschip en van het transept en waarschijnlijk andere fresco's in dezelfde kerk. Voor de werken in de Annunziata del Guastato kreeg Giovanni de medewerking van zijn jongere broer Giovanni Battista.
Daarna schilderde hij nog verschillende fresco’s in kerken en in talrijke stadspaleizen zoals onder meer de mythologische en Bijbelse taferelen in het paleis van Antonio Maria Soprani in Albaro. Giovanni schilderde ook enkele werken op doek, maar zijn productie daarvan was beduidend kleiner. Bekend is een Kruisiging, gesigneerd en gedateerd, in de parochiekerk van Rovio.
Zijn activiteit eindigde in 1630 toen hij in Milaan overleed terwijl hij aan het werk was in de Chiesa di San Antonio Abate dei teatini. De fresco’s in de kerk werden in 1631-1632 door Giovanni Battista voltooid.

## Web links
- Carlone, Italian family of artists op Web Gallery of Art

- Gemeinsame Normdatei: 133102300
- Historisch woordenboek van Zwitserland: 024519
- International Standard Name Identifier: 0000 0001 1749 5239
- KulturNav: 39c32313-f8b2-4153-b320-8cd4421f2ce0
- RKD-Nederlands Instituut voor Kunstgeschiedenis: 15420
- SIKART: 4029370
- Union List of Artist Names: 500120283
- Virtual International Authority File: 20864268